# 21 messidor
21 prairial 21 thermidor
Le primidi 21 messidor, officiellement dénommé jour de la menthe, est le 291e jour de l'année du calendrier républicain.
C'était généralement le 9e jour du mois de juillet dans le calendrier grégorien.